# Kościół św. Bartłomieja i św. Tekli w Sitges
Kościół św. Bartłomieja i św. Tekli (kat. Església de Sant Bartomeu i Santa Tecla) – barokowa, rzymskokatolicka świątynia parafialna znajdująca się w katalońskim mieście Sitges, w diecezji Sant Feliu de Llobregat.

## Historia
Około 1135 roku wzmiankowana jest romańska świątynia, ufundowana przez Giuslaberta i poświęcona św. Tekli. Na jej miejscu w 1322 roku ukończono budowę gotyckiego kościoła pod tym samym wezwaniem. Obecny kościół pochodzi z XVII wieku. W 1672 wzniesiono południową wieżę, a po dwóch latach – północną, znaną jako Comunidor. W 1863 dobudowano kaplicę boczną pw. Najświętszego Sakramentu, południowa z wież została przebudowana, a pięć lat później na Comunidorze zainstalowano zegar i dzwony do wybijania godzin.

## Architektura i wyposażenie
Świątynia barokowa, trójnawowa, zakończona wieloboczną apsydą. W nawach bocznych znajdują się empory. Do korpusu nawowego od południa dostawiono kaplicę boczną Najświętszego Sakramentu.
Wnętrze zdobią:
- średniowieczne grobowce w prezbiterium z lat 1317 i 1322,
- fragmenty gotyckiego ołtarza śś. Bartłomieja i Tekli, autorstwa Nicolaua de Cerdençy,
- barokowe organy z 1697 roku, dzieło Bartomeua Trialla i Joana Roiga,
- barokowy ołtarz Matki Bożej Bolesnej z 1702, wykonany przez Joana Roiga i pozłocony przez Joana Muixíego[2],
- kaplica chrzcielna pw. Matki Bożej z Montserrat, w niej:
  - renesansowy ołtarz Matki Bożej Różańcowej z 1684,
  - ołtarz św. Erazma przypisywany Jaumemu Tremullesowi,
  - obrazy pędzla Perego Pruny i Oceransa(inne języki)[3].

## Galeria

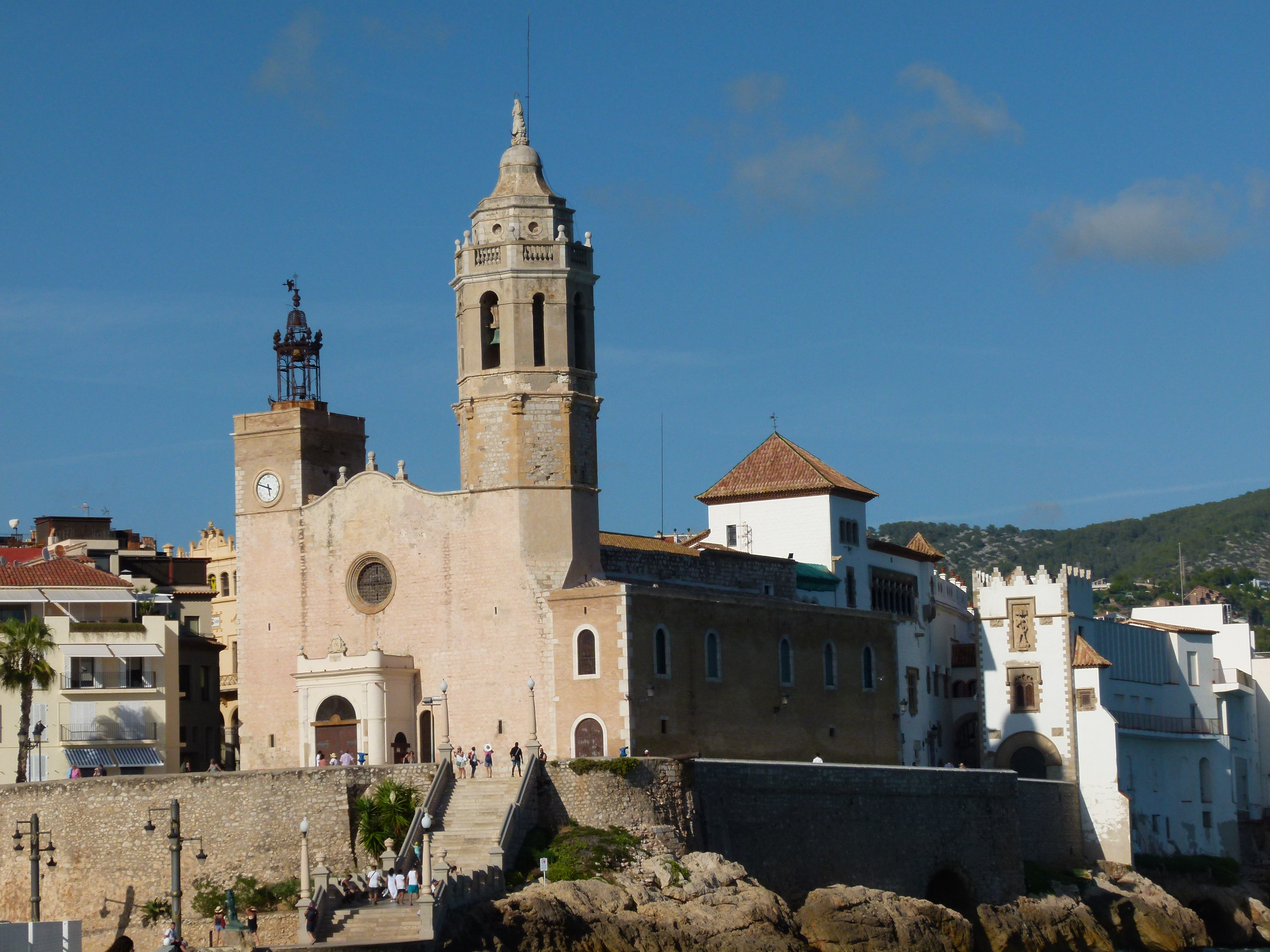
Widok z południowego zachodu
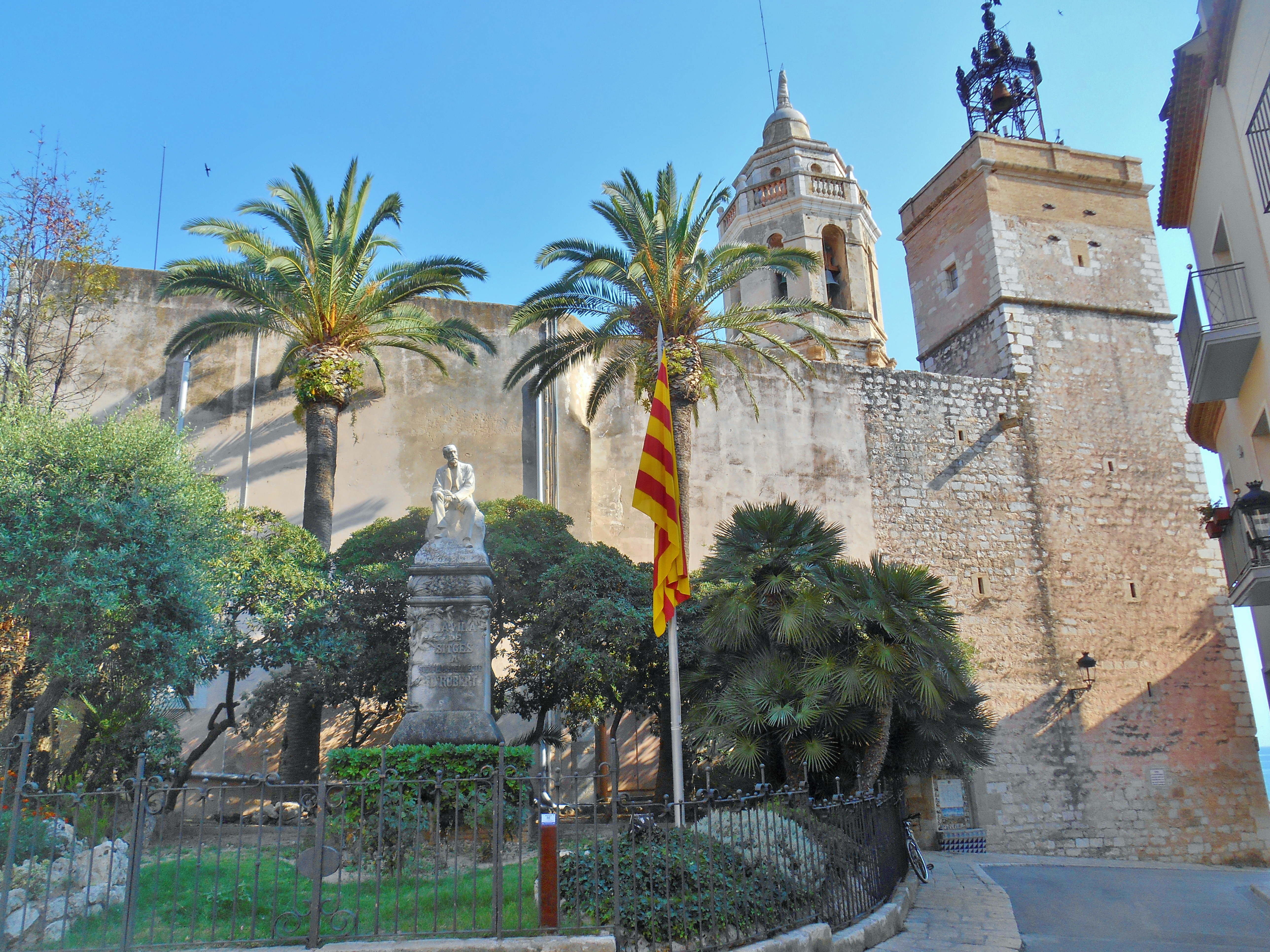
Widok z północy
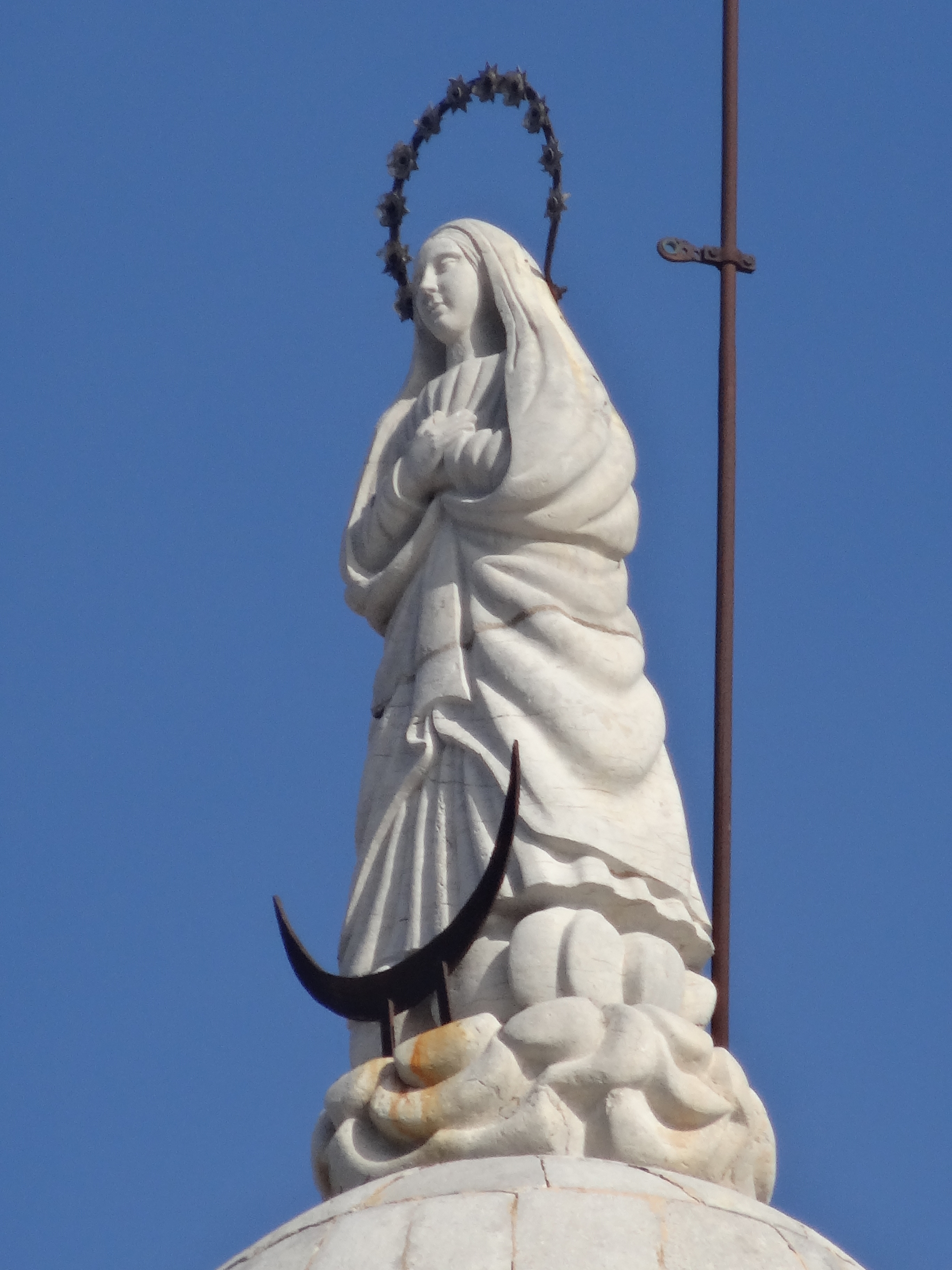
Figura wieńcząca południową wieżę
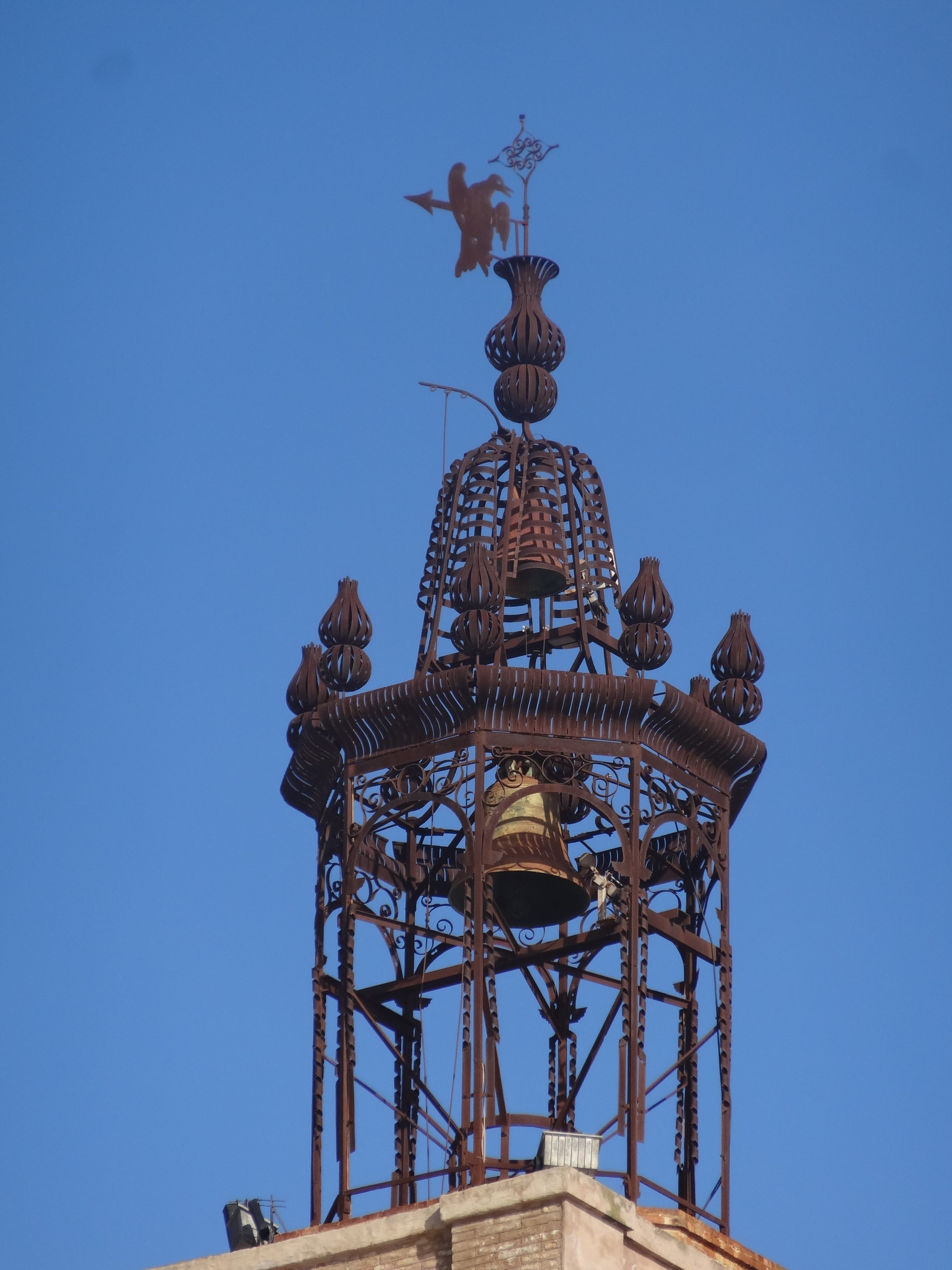
Dzwony zegarowe
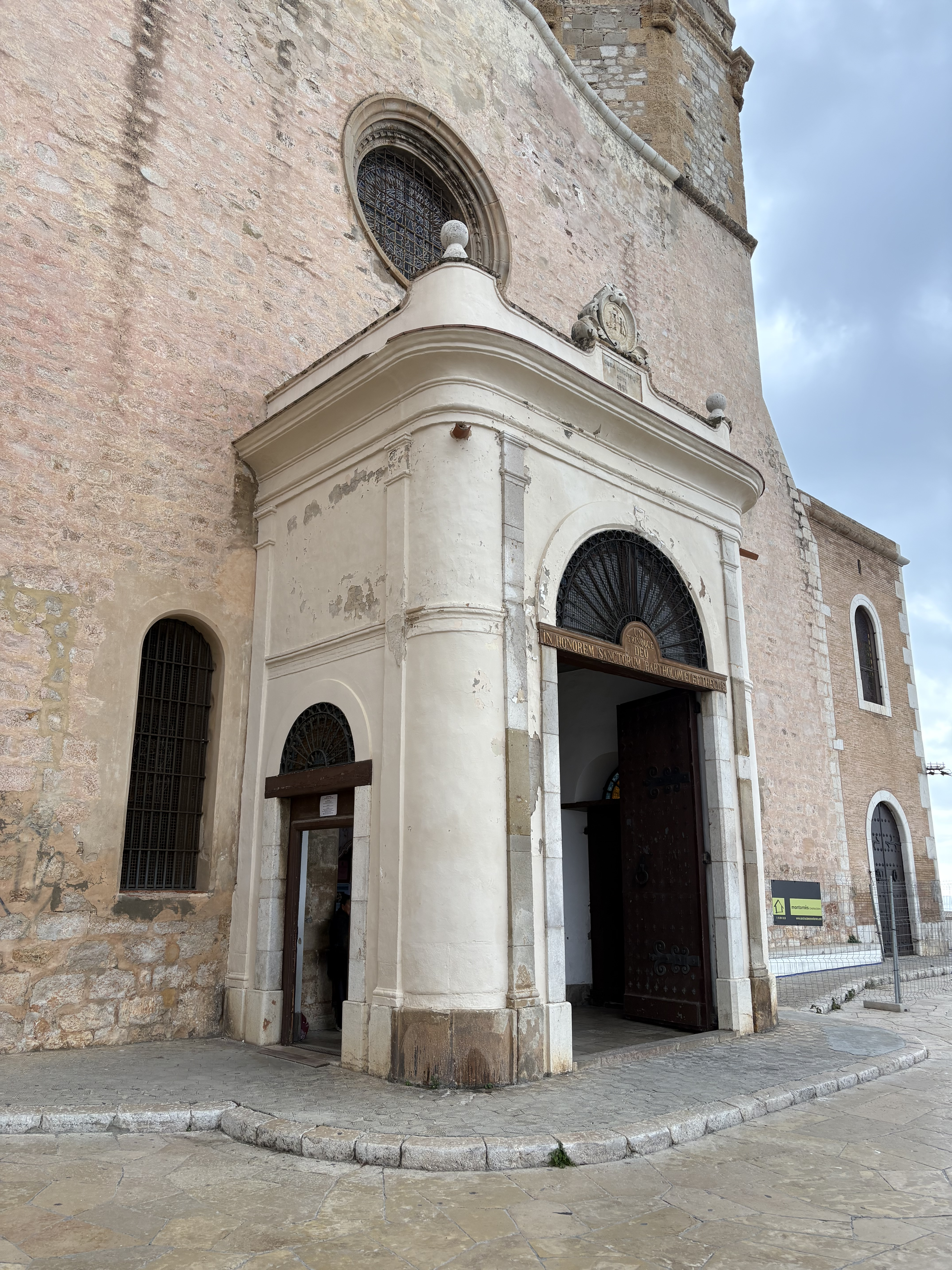
Kruchta
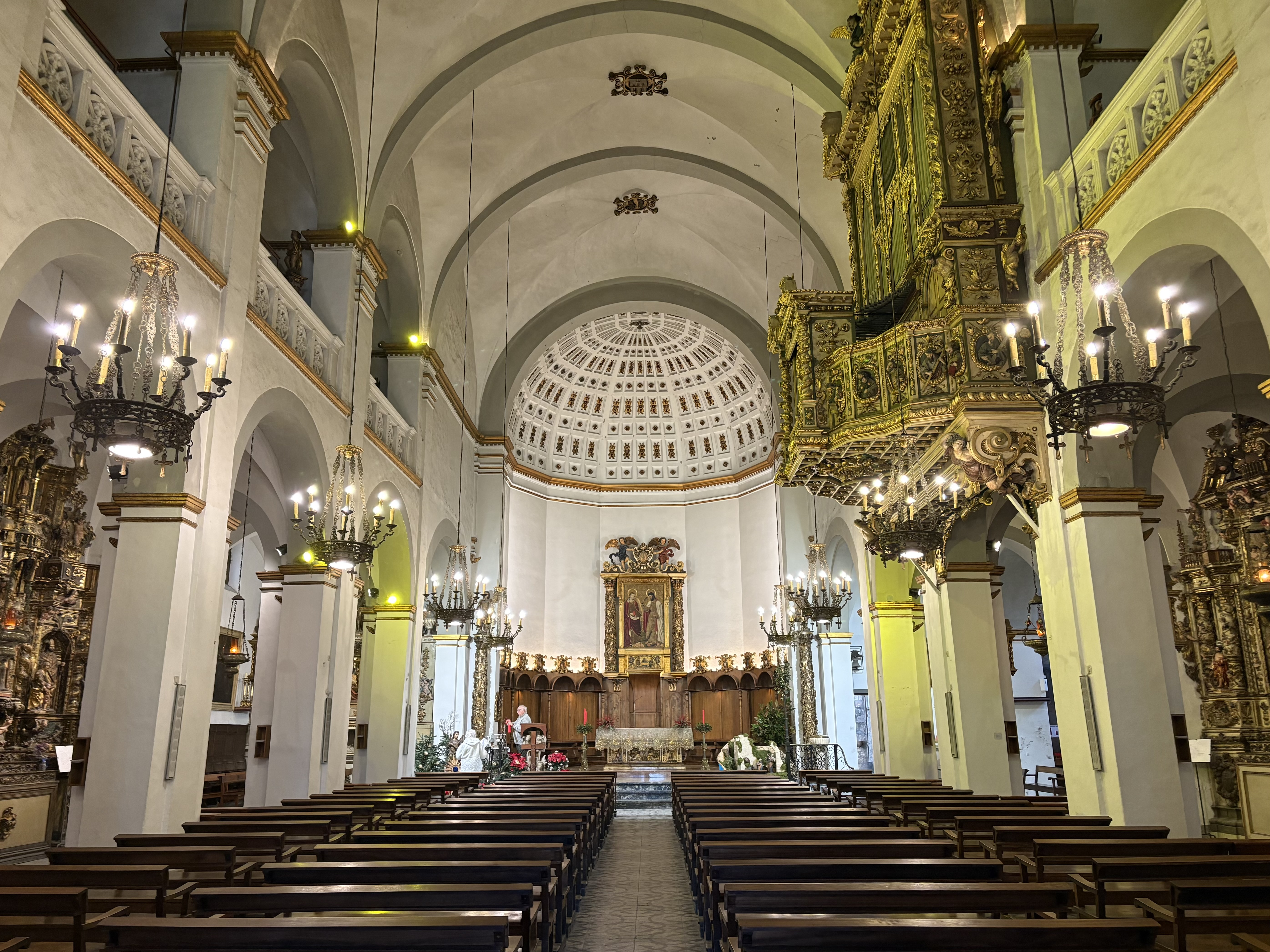
Wnętrze
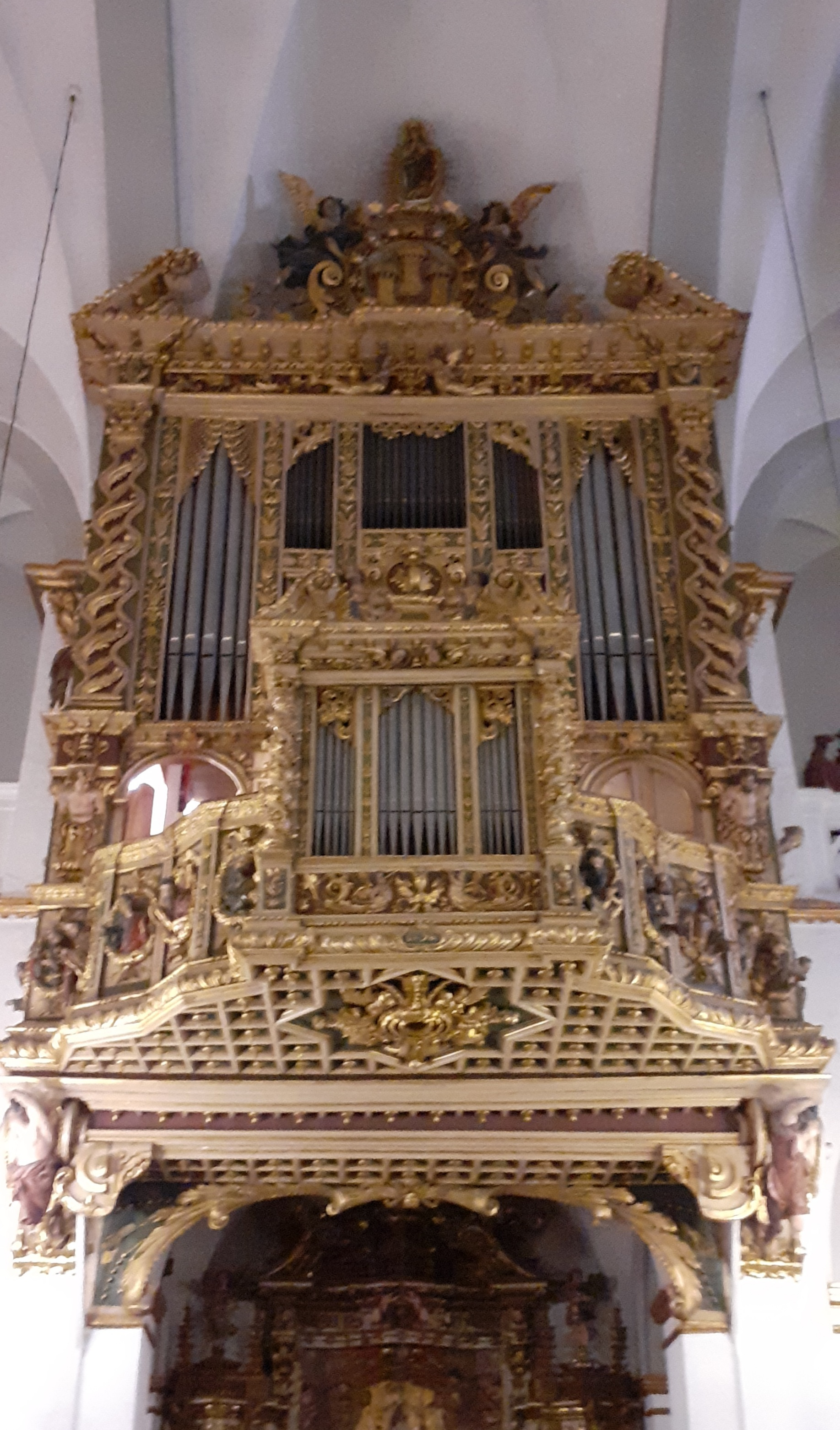
Organy
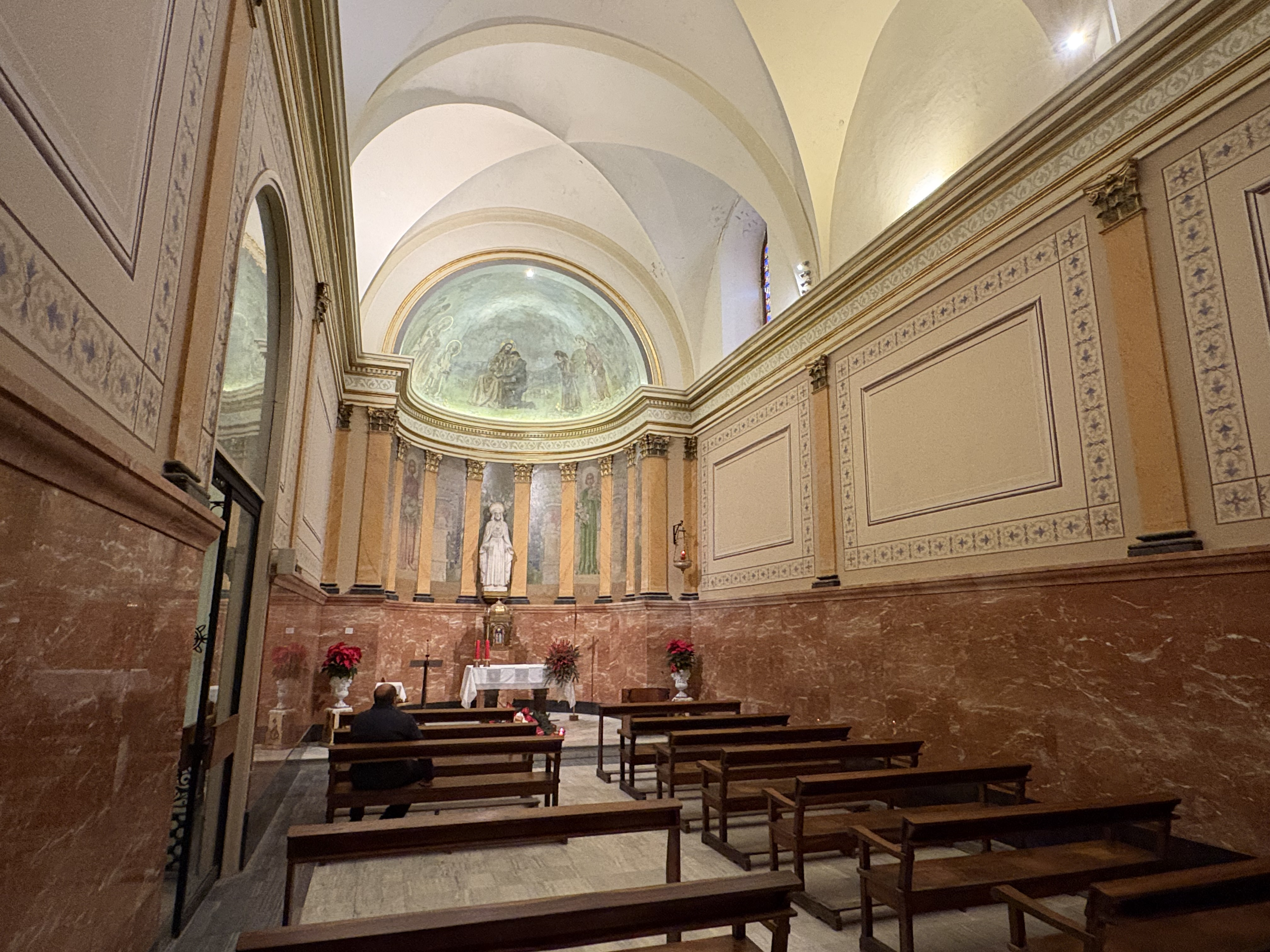
Kaplica boczna